# Rivière Bélinge
Rivière Bélinge är ett vattendrag i Kanada.   Det ligger i provinsen Québec, i den sydöstra delen av landet, 220 km norr om huvudstaden Ottawa.
I omgivningarna runt Rivière Bélinge växer i huvudsak blandskog. Trakten runt Rivière Bélinge är nära nog obefolkad, med mindre än två invånare per kvadratkilometer.